# NGC 505
NGC 505 je čočková galaxie v souhvězdí Ryb. Její zdánlivá jasnost je 14,0m, úhlová velikost 0,9′ × 0,6′. Galaxie je vzdálená 234 milionů světelných let. Galaxii objevil 1. října 1864 německý astronom Albert Marth.